# بخش مرکزی شهرستان سرچهان
بخش مرکزی، یکی از بخش‌های شهرستان سرچهان در استان فارس ایران است. مرکز این بخش شهر حسامی است.

## تقسیمات کشوری
- بخش مرکزی شهرستان سرچهان
  - دهستان حسامی
  - دهستان سرچهان

شهرها: کره‌ای و حسامی

## جمعیت
بر پایه سرشماری عمومی نفوس و مسکن در سال ۱۳۹۵، جمعیت بخش مرکزی شهرستان سرچهان برابر با ۹٬۳۵۴ نفر بوده است.